# Elaphoglossum vareschianum
Elaphoglossum vareschianum är en träjonväxtart som beskrevs av John T. Mickel. Elaphoglossum vareschianum ingår i släktet Elaphoglossum och familjen Dryopteridaceae. Inga underarter finns listade.